# 横手市立白山小学校
横手市立白山小学校（よこてしりつ はくさんしょうがっこう）は、秋田県横手市大森町上溝にかつて存在した公立小学校。
2009年3月31日に閉校し、横手市立大森小学校に統合された。廃校になった後、体育館は「横手市白山体育館」として活用されている。

## 沿革

### 略歴
白山小学校の起源となるのは、1878年5月5日に郷倉を改造して開校した「上溝学校」である。1883年には校舎狭隘のため上溝村役場の旧庁舎内に移転、1903年には現在地へ移転した。
校名の遷移については、1883年に校舎移転に伴い「上溝村立上溝小学校」へ、1889年には町村合併により「八沢木村立上田簡易小学校」へ、1892年には「上田尋常小学校」へ、1894年には「上溝尋常小学校」へ、1903年には校舎移転と高等科附設（1908年廃止）に伴い「上溝尋常高等小学校」へ、第二次世界大戦が勃発し、国民学校令が公布された1941年に「八沢木第一国民学校」へ、終戦後の学校教育法によって「八沢木東小学校」へと改称された。最終的に、八沢木村が大森町と合併した1955年に「大森町立白山小学校」へと改称された。
2005年に市町村合併により「横手市立白山小学校」となるが、市が策定した学校統合計画に基づき、2009年に閉校して大森小学校へと統合された。

### 年表
以下、注釈の無い項目は『大森町郷土史（1981年）』の情報によるもの。
- 1878年5月5日 - 「上溝学校」として開校。
- 1882年1月7日 - 猿田村に分教室を開設。
- 1883年7月1日 - 校舎を移転し、「上溝小学校」と改称。
- 1889年4月1日 - 町村合併により、「八沢木村立上田簡易小学校」と改称。
- 1892年6月25日 - 「上田尋常小学校」と改称。
- 1894年4月1日 - 「上溝尋常小学校」と改称。
- 1901年8月 - 高等科を併置。
- 1903年12月13日 - 現在地（上溝字白山下）に移転し、「上溝尋常高等小学校」と改称。猿田分教室を廃止。
- 1904年6月 - 武道教育場、夏見沢教育場（1910年に分教場と改称）を開設。
- 1908年4月1日 - 高等科を廃止し、「上溝尋常小学校」と再度改称。
- 1926年6月7日 - 青年訓練所を附設。
- 1932年4月1日 - 高等科を設置し、「上溝尋常高等小学校」と再度改称。
- 1941年4月1日 -  国民学校令により、「八沢木村立八沢木第一国民学校」と改称。
- 1947年4月1日 - 学校教育法（現行法）により、「八沢木村立八沢木東小学校」と改称。八沢木中学校を併設（1949年独立校舎へ）。
- 1951年11月 - 西側校舎が竣工。
- 1952年6月 - 東側校舎が竣工。
- 1954年
  - 5月1日 - 校舎竣工式を挙行。
  - 11月17日 - 武道分校を改築。落成式挙行。
- 1955年
  - 4月1日 - 八沢木村が大森町に編入し新生・大森町となり、「大森町立白山小学校」と改称。
  - 12月23日 - 夏見沢分校を改築。竣工式挙行。
- 1974年
  - 1月1日 - 夏見沢分校を廃止。
  - 7月10日 - プール竣工。
- 1976年11月11日 - 創立100周年記念式典および新校舎竣工式挙行、新校舎竣工。
- 1980年8月 - 武道分校を廃止。
- 1997年2月5日 - 校舎大規模改修工事竣工[1]。
- 2005年10月1日 - 市町村合併により「横手市立白山小学校」となる。
- 2009年3月31日 - 閉校[2]。

## 校歌
- 作詞：佐々木温
- 作曲：佐々木巌

## 周辺
- 出羽丘陵広域農道（出羽グリーンロード）
- 市立大森病院